# Рилье, Альбер
Альбер Рилье (фр. Albert Rilliet; 1809, Женева — 1883, Беллевю) — швейцарский писатель

, переводчик, историк, педагог профессор литературы Женевского университета.

## Биография
В 1828—1832 годах изучал богословие в Женеве. В 1844—1846 годах читал лекции по литературе в Женевском университете, затем соучредитель и директор Свободной гимназии (1849—1857).
Автор перевода и толкования Нового Завета. Участвовал в редакции сочинений Кальвина . Автор «Истории восстановления Женевской республики» (1849) и «Происхождение Швейцарской Конфедерации. История и легенды» (1868).

## Избранные произведения
- «Commentaires sur l’épître de l’apôtre Paul» (1841),
- «Du procès contre Michel Servet» (1844),
- «Histoire de la restauration de la république de Genève» (1849),
- «Les livres du Nouveau Testament traduits sur les textes grecs les plus anciens» (1861),
- «Histoire de la réunion de Genève a la Conféderation Suisse» (1864).